# Huaca Aznapuquio
La Huaca Aznapuquio (del quechua, agua negra o "apestosa") es un sitio arqueológico del Horizonte Tardío. Según diversos estudios funcionaba durante el incanato como taller de alfarería y posiblemente como uno de los centros distributivos y/o administrativos parte del circuito incaico de distribución en la costa. Fue declarado Patrimonio Cultural de la Nación en el 2002 con Resolución 233/INC.

## Ubicación
Actualmente se ubica en el área urbana del distrito de Los Olivos, en Lima, Perú. Rodeada de casas y un colegio, la actual huaca Aznapuquio fue parte de un complejo arqueológico que estaba dividido en cuatro montículos que han sido destruidos a lo largo de los años. Su posición estratégica en el valle del Chillón les permitió abastecerse de agua, de suma importancia para sus actividades económicas.

## Origen del nombre "Aznapuquio"
Al lado de la huaca Aznapuquio confluían el valle del Chillón y la acequia de Piedra Liza, esta nacía en las faldas del Cerro San Cristóbal tomando las aguas del río Rímac. Esto dio lugar a la formación de depósitos en forma de lagunas lo que sería a la vez la principal fuente de riego del complejo, fue además una de las causas de la difícil construcción de viviendas debido a los altos costos producto de la presencia del suelo arcilloso aun muchos años después de su desaparición.
La concentración de napa freática dio origen a la aparición de un humedal (denominado “puquio apestoso” o Aznapuquio) esto habría sido antes de las ocupaciones y habría mantenido y aumentado su tamaño durante el Horizonte Tardío hasta la Colonia, con el pasar del tiempo pudo haberse drenado a otras acequias y paulatinamente perdido volumen, hasta ser considerado un estanque, según algunas referencias era un espacio dedicado a la caza de patos frecuentado por los virreyes.

## Cronología
Los estudios realizados sobre los suelos permitieron identificar varios niveles recubiertos por arena que contenían "basura" (cerámica desechada), que por el análisis de los estilos podrían datar desde el Horizonte Medio hasta el Horizonte Tardío, si bien han servido para identificar distintos periodos en los que fueron realizados no se ha logrado especificar sobre las distintas etnias que pudieron pasar por el lugar producto del trabajo forzado que realizaban los mitimaes, los estudios etnográficos deben profundizarse para esclarecer los periodos, la labor realizada y la etnia que corresponde a los habitantes de Aznapuquio.  

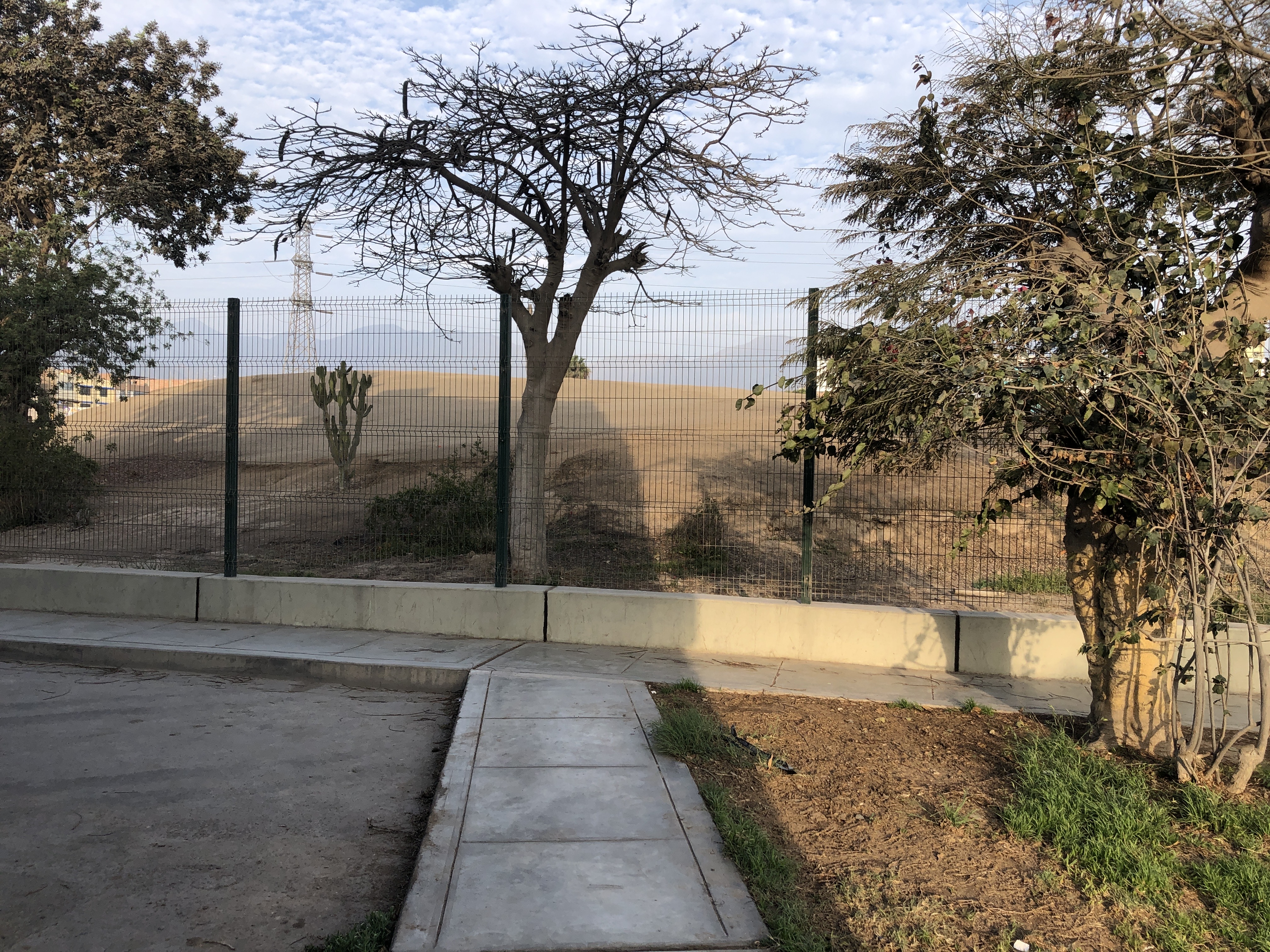
Aznapuquio rodeado por el núcleo urbano.

En ese sentido una mayor cantidad de información sobre su cerámica, arquitectura y cultura (especialmente los entierros funerarios) podrían ayudar a los arqueólogos a precisar sobre el proceso histórico del sitio. Es importante decir que no existe mucha bibliografía respecto a la ocupación de Aznapuquio, ni fue de especial interés para los huaqueros, probablemente por su aspecto pantanoso que además podía albergar ciertas enfermedades, entre ellas el paludismo transmitido por insectos. 

## Actividades económicas
No cabe duda de que fue un centro alfarero, esta idea surge tras intervenciones arqueológicas que determinaron una composición diferente entre el suelo del sitio y sus alrededores, el color amarillento hacía intuir que hubo una actividad diferente en torno al resto del terreno, tras los hallazgos de hornos y diversa fragmentería, esta hipótesis fue corroborada al encontrarse diversas piezas de origen ichma e inca, aunque sin un estilo único. 
Generalmente los niveles superiores del piso mostraban la adición de arena antes del sellado, muy común en algunos centros administrativos, y como producto del alto tránsito estos pisos eran renovados múltiples veces. Esto nos ayuda a entender que era evidente su importancia como centro económico, pues pudo ser un centro de producción a la vez que administrativo. 

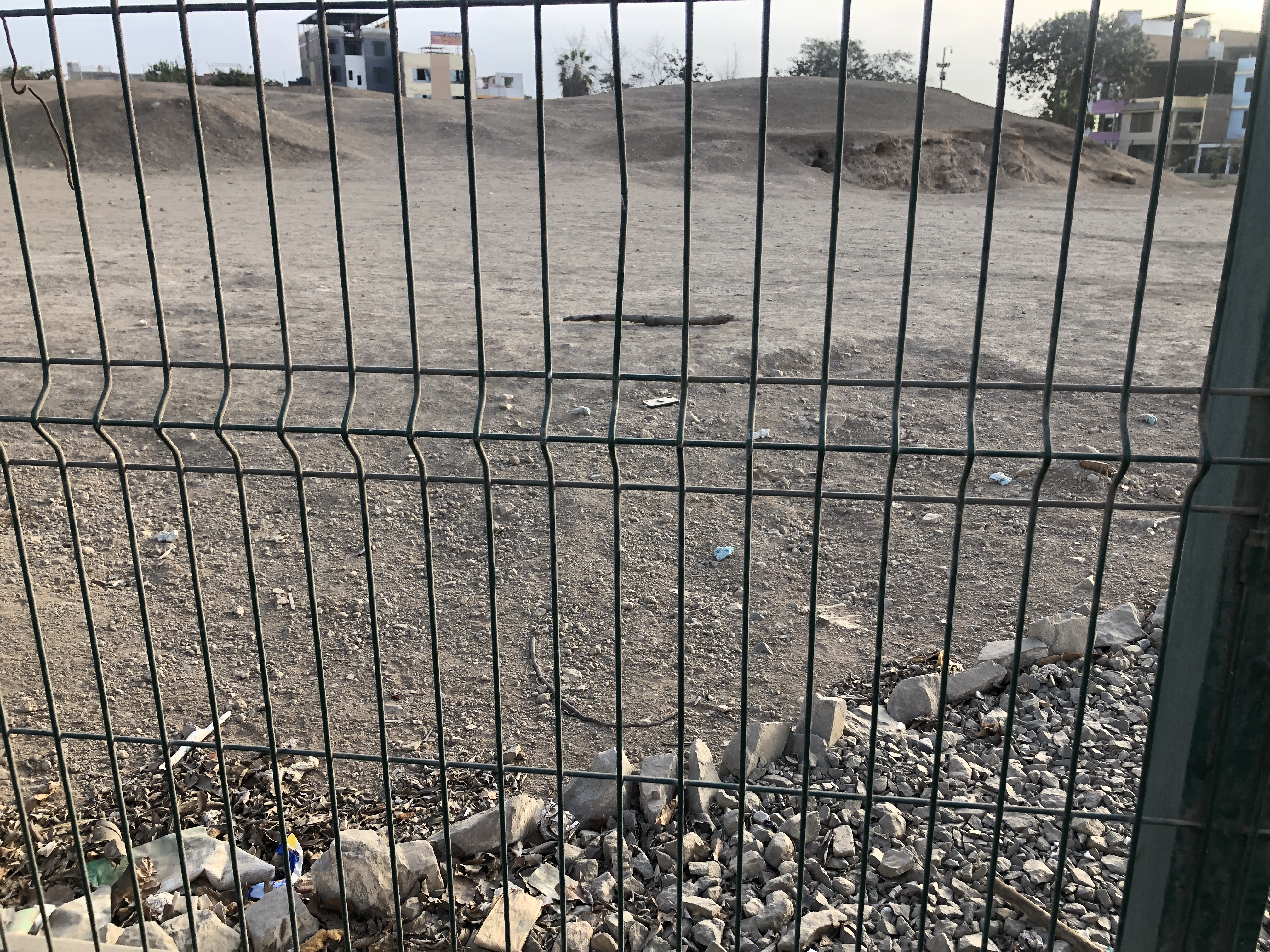
Acceso restringido a la huaca Aznapuquio.

Es necesario realizar nuevas excavaciones para determinar las funciones precisas del complejo, ya que dentro de los cúmulos de desechos se pudieron hallar objetos de distinta índole tal como domésticos en los que destaca un mortero haciendo más complejo el análisis, sin embargo la investigación es cada vez más difícil considerando que parte del territorio real del sitio ha sido urbanizado.
Las acumulaciones de agua fueron parte trascendental en el sostenimiento de Aznapuquio, un importante ecosistema que no solo proveía del elemento hídrico de manera constante, a diferencia de los ríos costeños, sino que brindaba elementos que favorecían la cestería y espartería como las gramíneas o bien la arcilla usada en la cerámica por los pobladores de Aznapuquio.

## Población

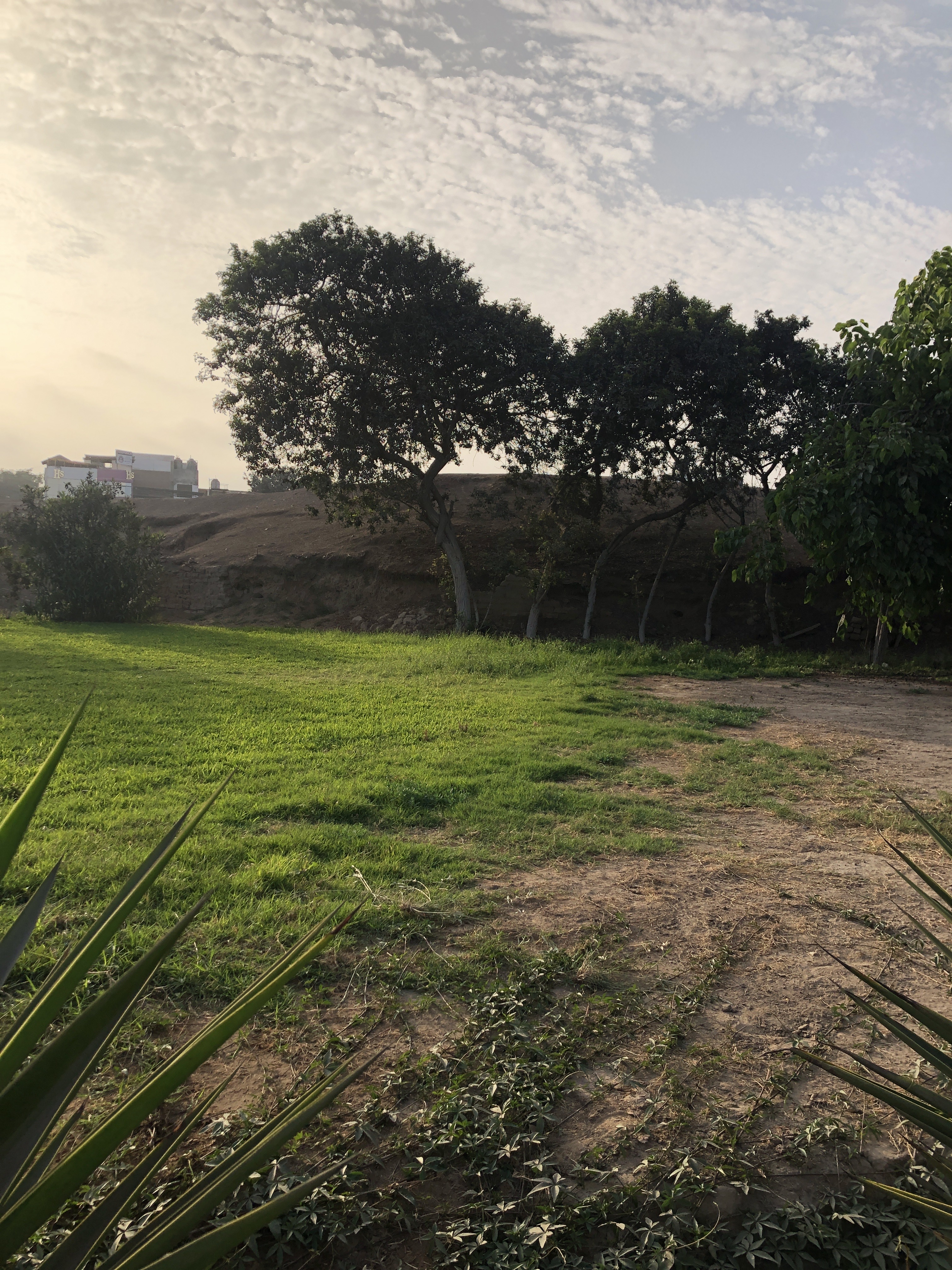
Vista trasera de la huaca Aznapuquio.

La poca documentación étnica no permite establecer quienes exactamente, cuantos y por cuanto tiempo habitaron Aznapuquio. Sin embargo las similitudes arquitectónicas de la huaca con otras de la parte baja del Chillón, y aunque el complejo mantenía un estilo poligonal similar a las construcciones líticas incaicas hacen intuir que los encargados de la producción eran locales, que movilizados por los incas, estaban dedicados también a la distribución económica a lo largo de la costa central ya que pudieron estar conectados con otros centros incas como Tambo Inga. Lo anterior puede sustentarse en que el imperio incaico se expandía rápidamente con lo que el almacenaje y distribución eran sumamente necesarios.

## Actualidad
A pesar del gran valor cultural del recinto, este se ha ido destruyendo con y para el avance urbano, esto fue sucediendo a mediados del siglo pasado hasta inicios del 2000, en algunos casos se presentaron denuncias hacia las autoridades distritales, quienes actuaban sin el permiso legal correspondiente, ya que el sitio estaba amparado por el Instituto Nacional de Cultura (INC).

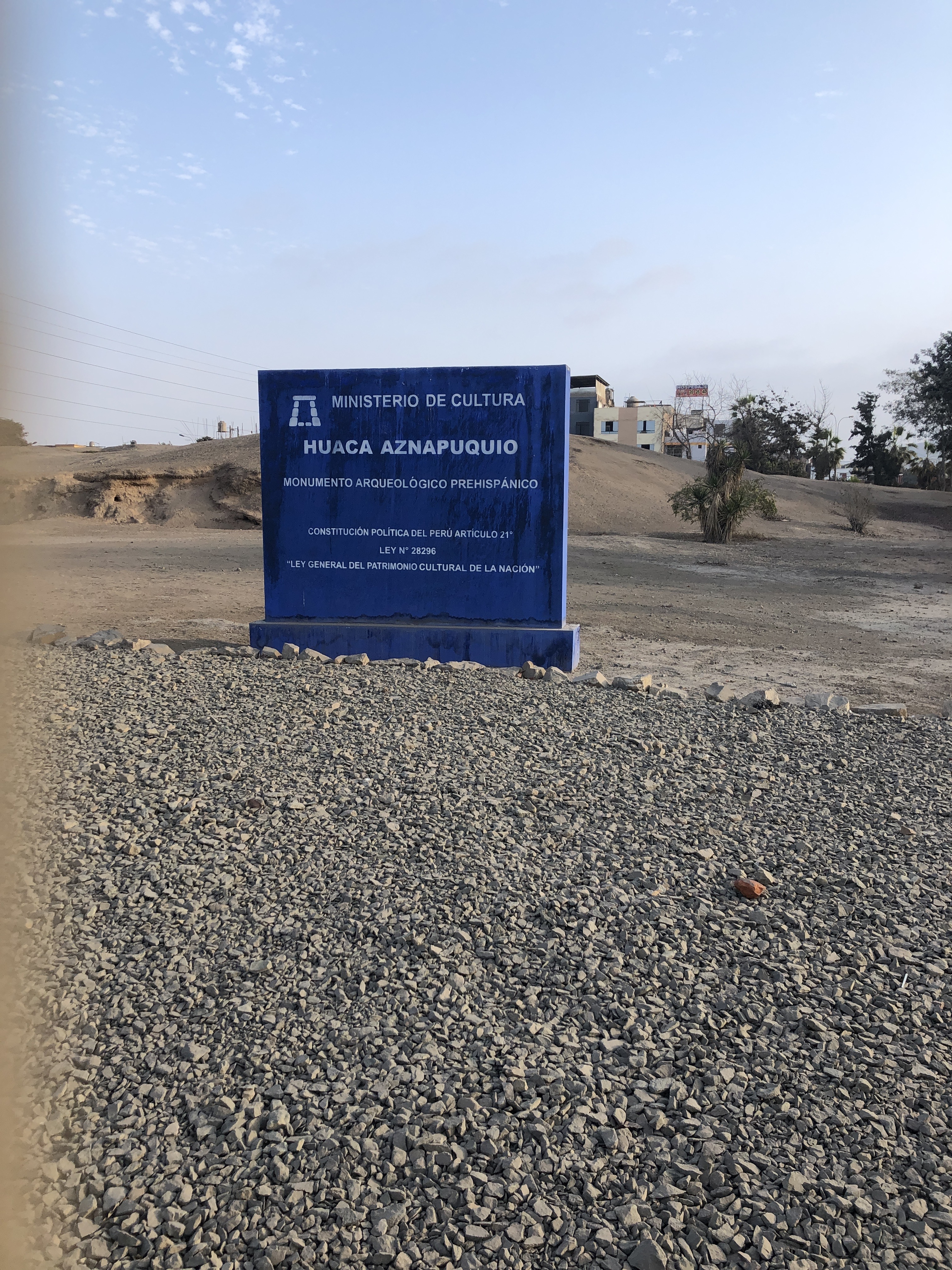
Letrero del MINCU en la huaca Aznapuquio.

No obstante las denuncias no surtieron efecto, por lo que al paso del tiempo y para la formación de avenidas, la modernización y el crecimiento urbano fue disminuyendo su territorio, asimismo durante el tiempo de las operaciones se la dejaba expuesta al deterioro. Desde el 2002 Aznapuquio es reconocida como Patrimonio Cultural de la Nación mediante RDN Nº 233/INC-2002, en el año 2010 se delimitó su perímetro mediante RDN 638/INC-2010. Unos años después se encercaría el territorio ya delimitado hasta la actualidad, siendo el acceso bastante limitado incluso para su mantenimiento.